# Чорногорський вілаєт
Чорногорський вілаєт (серб. Montenegro Vilayet) — адміністративна одиниця  Османської імперії у складі  Санджака Скутарі.  Він був заснований у 16 столітті та проіснував до 1696 р. Хоча, як стверджували османи, територія була «де-факто» незалежною від чорногорських племен, за підтримки  Єпархії Цетинє, постійно ведучи війни проти турків.  

## Етимологія
В османській турецькій мові він був відомий як «Вілаєт Чорної гори». Однак для простоти його часто називали "Чорногорський Вілаєт". Єпископи Цетинє замість слова «вілаєт» вживали термін "земля", "земля Чорної гори". or "Vilâyeti Karadağ";

## Історія
Більша частина земель під князівством Чорноєвичів втратили статус незалежної держави, перетворившись у васальну державу Османської імперії, до того моменту, поки вона не була додана до  Санджака з Скутарі  у 1499 р.  Ця територія була відокремлена від санджаків Скутарі і встановлена як окрема  Санджак із Чорногорії, під владою  Скендербеаг Чорноєвича. Коли він помер у 1528 році, Санджак Чорногорії був приєднаний до Санджаку Скутарі, як унікальна адміністративна одиниця з певним ступенем автономії. 
Перепис 1582–1583 років зафіксував, що до складу вілаєту  входило загалом 148 сіл. Чорногорський вілаєт був окремою адміністративною одиницею у санджаці Скутарів.    
Чорногорські племена за підтримки сербської православної  Єпархії Цетинє вели успішну партизанську війну проти османів. Хоча османи продовжували фактично правити країною, та насправді гори ніколи не були повністю завойовані. Існували племінні збори. Головний єпископ (як і вожді племен) пов'язували себе з  Венеціанською республікою. Чорногорці боролися і виграли дві важливі битви   в 1603 та 1613 роках під керівництвом і командуванням митрополита  Руфима Негуша. Єпископ і зумів перемогти османів.
Під час  Великої війни з Туреччиною  в 1685 році Сулейман, паша Скутарі очолив контингент, що наблизився до Цетинє,   і по дорозі зіткнувся з ворогами на пагорбі Вртітьєлка, де вони знищили гайдуків.  Після цього, переможці Осман  пройшли парадом з 500 відрізаними головами через Цетинє. Вони ж напали на монастир Цетинє та палац  Івана Чорноєвича.Чорногорці вигнали османів і ствердили незалежність після Великої турецької війни (1683–1699). 